# 胡炳旭
胡炳旭（？—），天津人，中国雙簧管演奏家、作曲家、指揮家，一級指揮。

## 生平
1955年考進中央音樂學院少年班（現在的中央音樂學院附中），學習雙簧管專業，1958年直升本科（大學部），1959年獲選隨捷克籍專家學習，1963年中央音樂學院畢業後分配到中央樂團管弦樂隊（通稱中央交響樂團）工作，演奏雙簧管。
文化大革命期間，他參加交響音樂《沙家浜》的排練，並參加現代京劇《智取威虎山》和《杜鵑山》創作組。
他指揮了許多電影電視的配樂，陳凱歌電影《霸王別姬》音樂的指揮就是他。
他曾隨團到美國等許多國家舉行音樂會，擔任指揮，與馬友友、馮少先等許多獨奏家合作。 
1997年到2000年間，應邀到新加坡出任新加坡華樂團首任音樂總監，並兼首席指揮。
他曾隨團到台灣多地（嘉義市等）舉行音樂會，並應邀來台指揮國家音樂廳交響樂團（現國家交響樂團）、國家國樂團、高雄市國樂團等音樂團隊，並錄製《春夏秋冬》等音樂專輯。

## 指揮作品
- 《開國大典》
- 《紅樓夢》
- 《霸王別姬》
- 《大紅燈籠高高掛》
- 《秦頌》
- 《西遊記》
- 《三國演義》[1]

## 榮譽
- 榮獲中國文化部授予的優秀指揮獎。
- 中國唱片總公司頒發的金唱片指揮特別獎殊榮。[1]